# Stefan Felber
Stefan Felber (* 1967) ist ein deutscher evangelischer Pfarrer und Theologe. Seine Forschungen betreffen vor allem das Alte Testament, die Grundlagen der Bibelübersetzungen sowie das Verhältnis von Kirche und Staat.

## Werdegang
Stefan Felber studierte in Neuendettelsau, Tübingen, Erlangen, Bamberg und Vancouver Evangelische Theologie. 1997 promovierte er mit einer Arbeit über den Bibelexegeten Wilhelm Vischer und das Christuszeugnis des Alten Testaments. Nach einem regulären Vikariat wurde er 2000 zum Pfarrer der evangelisch-lutherischen Landeskirche Bayerns ordiniert. Von 2000 bis 2022 unterrichtete er Altes Testament am Theologischen Seminar St. Chrischona. Von 2008 bis 2009 war er Gastlehrer am Regent College in Vancouver. 2014 erhielt er den Johann-Tobias-Beck-Preis für seine Arbeit über Eugene A. Nidas Modell der dynamischen Äquivalenz bei Bibelübersetzungen. Seit 2016 war er an der Staatsunabhängigen Theologischen Hochschule Basel Gastdozent für die Königsbücher und Psalmen des Alten Testaments. 2022 wurde er zum Leiter des Gemeindehilfsbundes als Nachfolger von Joachim Cochlovius berufen.

## Familie
Stefan Felber ist verheiratet und hat drei Kinder.

## Veröffentlichungen
als Autor
- Wilhelm Vischer als Ausleger der Heiligen Schrift. Eine Untersuchung zum Christuszeugnis des Alten Testaments (= Forschungen zur systematischen und ökumenischen Theologie, Band 89). Vandenhoeck & Ruprecht, Göttingen 1999, ISBN 3-525-56296-9 (Dissertation).
- Kommunikative Bibelübersetzung. Eugene A. Nida und das Modell der dynamischen Äquivalenz. Deutsche Bibelgesellschaft, Stuttgart 2013; 3., korrigierte Aufl. 2022, ISBN 978-3-438-06249-9.
  - auf Englisch: Toward a Science of Translating? Eugene A. Nida and His Theory of Dynamic Equivalence. Frank&Timme Verlag, Berlin 2025, ISBN 978-3-7329-1121-9.
- »Gerade um dieser Zeit willen«. Predigten zum Estherbuch. Logos Editions, Ansbach 2020, ISBN 978-3-945818-20-6.
- Das Gesetz der Freiheit. Elf Predigten zu den Zehn Geboten. Freimund Verlag, Neuendettelsau 2020, ISBN 978-3-946083-47-4.
- Kein König außer dem Kaiser? Warum Kirche und Staat durch Zivilreligion ihr Wesen verlieren. Freimund Verlag, Neuendettelsau 2021, ISBN 978-3-946083-60-3.

als Herausgeber
- Erkennen und Lieben in der Gegenwart Gottes. Festschrift für Werner Neuer zum 65. Geburtstag (= Studien zu Theologie und Bibel, Band 18). Lit, Wien 2016, ISBN 978-3-643-80227-9.
- Zwischen Babel und Jerusalem. Aspekte von Sprache und Übersetzung. Frank&Timme, Berlin 2018; 2., korrigierte Aufl. 2019, ISBN 978-3-7329-0501-0.